# Senat von Dohnanyi III
Der Senat von Dohnanyi III bildete vom 20. Januar bis zum 2. September 1987 die Hamburger Landesregierung. Ab dem 24. März war er nur noch geschäftsführend im Amt.
| Amt                                                | Name                      | Partei | Partei    |
| -------------------------------------------------- | ------------------------- | ------ | --------- |
| Erster Bürgermeister                               | Klaus von Dohnanyi        |        | SPD       |
| Zweiter Bürgermeister                              | Alfons Pawelczyk          |        | SPD       |
| Bevollmächtigter beim Bund                         | Alfons Pawelczyk          |        | SPD       |
| Behörde für Inneres                                | Alfons Pawelczyk          |        | SPD       |
| Gesundheitsbehörde                                 | Christine Maring          |        | SPD       |
| Justizbehörde                                      | Wolfgang Curilla          |        | SPD       |
| Organisationsamt                                   | Wolfgang Curilla          |        | SPD       |
| Behörde für Schule und Berufsbildung               | Joist Grolle              |        | SPD       |
| Behörde für Wissenschaft und Forschung             | Klaus Michael Meyer-Abich |        | SPD       |
| Behörde für Arbeit, Jugend und Soziales            | Jan Ehlers                |        | SPD       |
| Baubehörde                                         | Eugen Wagner              |        | SPD       |
| Finanzbehörde                                      | Horst Gobrecht            |        | SPD       |
| Behörde für Wirtschaft, Verkehr und Landwirtschaft | Volker Lange              |        | SPD       |
| Umweltbehörde                                      | Jörg Kuhbier              |        | SPD       |
| Kulturbehörde                                      | Helga Schuchardt          |        | parteilos |